# سامورایی شوگون
سامورایی شوگون (به ژاپنی: 柳生一族の陰謀 Yagyū Ichizoku no Inbō) یا مطابق با ترجمه لفظی ژاپنی دسیسه خاندان یوگی فیلمی به کارگردانی کینجی فوکاساکو است که در سال ۱۹۷۸ اکران شد.

## بازیگران
- یوروزویا کینوسوکه
- سونی چیبا
- هیرویوکی سانادا
- تتسورو تامبا
- ایسوزو یامادا
- توشیرو میفونه
- ماتسوکاتا هیروکی
- یوشیو هارادا
- اتسوکو شیهومی
- هیدئو موروتا
- ایچیرو ناکاتانی